# Muchetta
Der Muchetta ⓘ (rätoromanisch für Löschhütchen) ist ein Berg zwischen Davos Wiesen und Bergün/Bravuogn im Kanton Graubünden in der Schweiz mit einer Höhe von 2622,8 m ü. M. Auf dem Westgrat besitzt der Berg auf 2585 m ü. M. einen Vorgipfel mit Steinmann, Gipfelkreuz, Gipfelbuch und einem Wegweiser. Dieser Vorgipfel dient oft als Tourenziel mit umfassender Aussicht ins Albulatal. Auf dem Gipfel wird die Aussicht jedoch mit dem Blick auf die Mulde von Davos ergänzt.

## Lage und Umgebung
Der Muchetta gehört zur Monsteiner Kette, einer Untergruppe der Albula-Alpen. Über den Gipfel verlief bis zur Gemeindefusion 2018 die Gemeindegrenze zwischen Bergün/Bravuogn und Filisur. Der Muchetta wird im Norden durch das Landwassertal und im Süden durch das Albulatal eingefasst.
Zu den Nachbargipfeln im Osten gehören der Stulsergrat und das Büelenhorn. Südwestlich des Muchetta befinden sich die Bergüner Stöcke mit Piz Ela, Tinzenhorn und Piz Mitgel.
Talorte sind Davos Wiesen, Filisur und Bergün/Bravuogn.

## Namensherkunft
Der Berg gleicht einem Zuckerhut, aber auch einem Löschhut (rätoromanisch Muchetta), mit dem man die Kerzen löschte. Das Wort ist abgeleitet vom lateinischen Wort muccus für Rotz, bzw. muccare für die Nase putzen woraus die Bedeutung Lichtputzschere, Löschhütchen verständlich ist.

## Gratwanderung

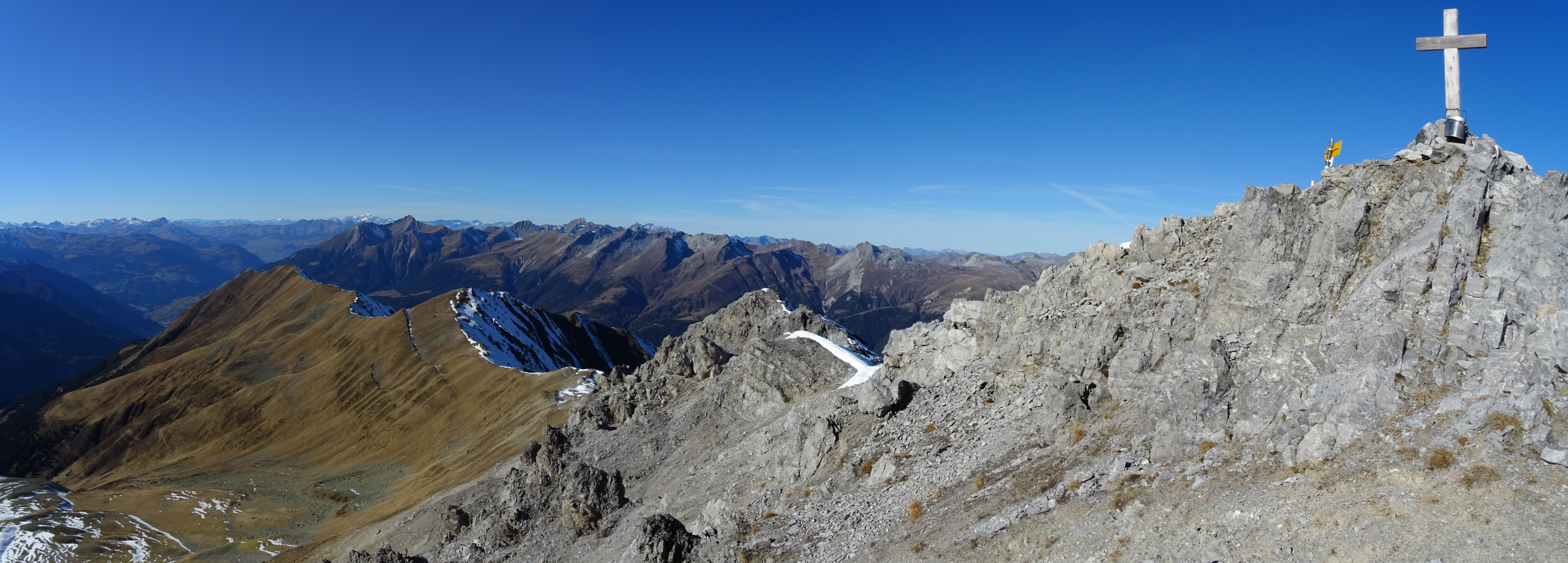
Blick vom Büelenhorn über den Stulsergrat zum Muchetta.

Die Gratwanderung von Davos Monstein (1636 m) via Büelenhorn (2808 m) - Stulsergrat (2678 m) - Muchetta (2623 m) nach Filisur (1032 m) oder Davos Wiesen Station (1197 m) ist eine lange, aber leichte und aussichtsreiche Tagestour. Sie bietet einen grossartigen Panoramarundblick ins gesamte Mittelbünden mit Blick ins Albulatal, ins Landwassertal, nach Davos und auf die Bergüner Stöcke.
Die ganze Tour ist als Wanderweg weiss-rot-weiss markiert, der Wanderweg ist jedoch nicht durchgehend erkennbar. Die Tour nach Davos Wiesen Station dauert 6–7 Stunden, nach Filisur ½ Stunde länger. Die Schwierigkeit der Tour ist T3.

## Routen zum Gipfel

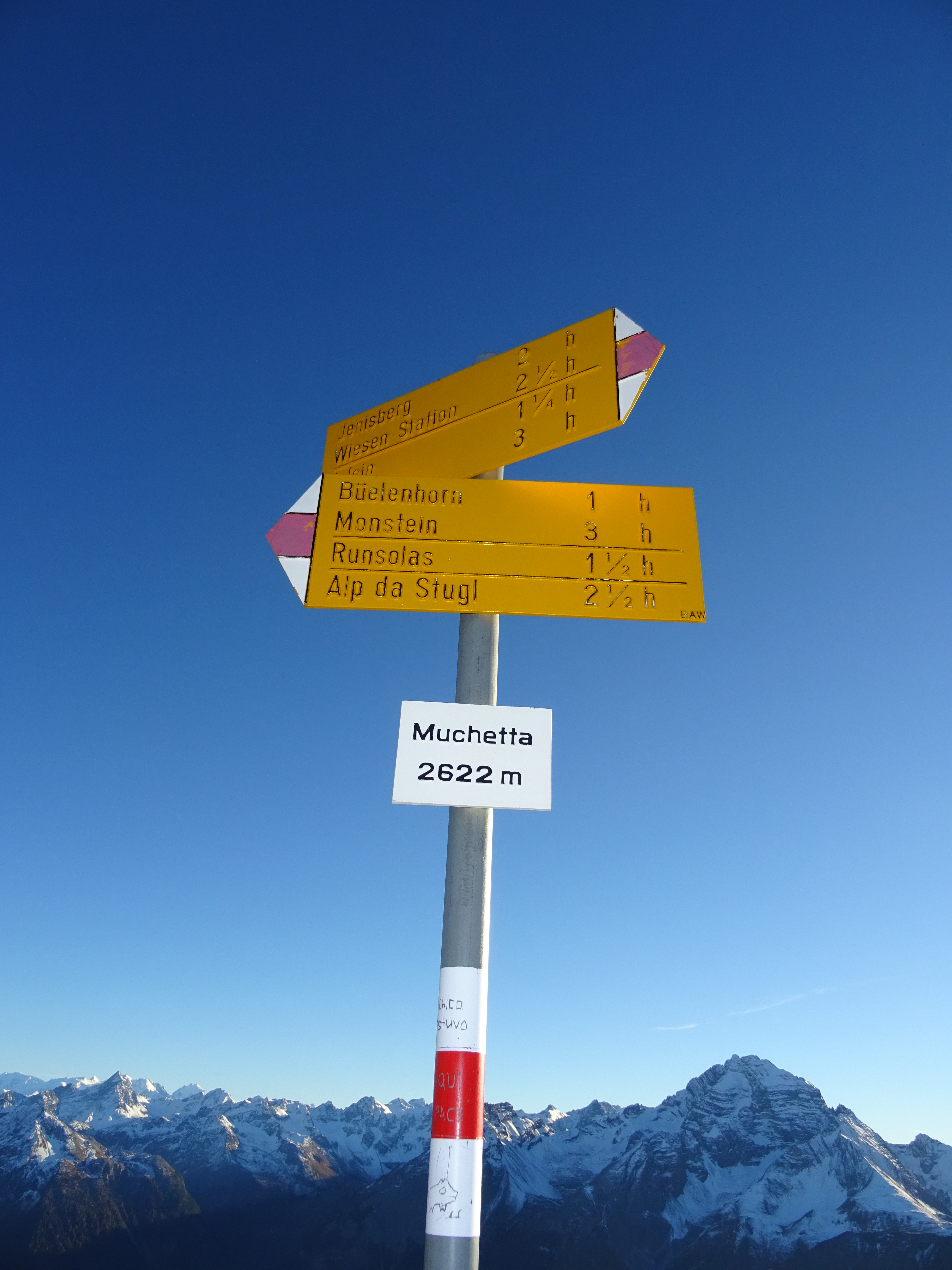
Wegweiser auf dem Vorgipfel des Muchetta.

### Über den Westgrat
- Ausgangspunkt: Filisur (1080 m)
- Via: Curtins (1870 m), Vorgipfel (2585 m)
- Schwierigkeit: B, als Wanderweg weiss-rot-weiss markiert
- Zeitaufwand: 4½ Stunden (¼ Stunde vom Vorgipfel)

### Durch die Nordflanke
- Ausgangspunkt: Davos Wiesen Station (1197 m)
- Via: Jenisberg (1504 m), Jenisberger Alp (1989 m), Drostobel, Vorgipfel (2585 m)
- Schwierigkeit: EB, als Wanderweg weiss-rot-weiss markiert
- Zeitaufwand: 4 Stunden (¼ Stunde vom Vorgipfel)

### Über den Südhang
- Ausgangspunkt: Stugl (1551 m)
- Via: Runsolas (1724 m), Grathöhe auf P.2612
- Schwierigkeit: B, als Wanderweg weiss-rot-weiss markiert
- Zeitaufwand: 3¼ Stunden

### Über den Ostgrat
- Ausgangspunkt: Büelenhorn (2808 m)
- Via: Stulsergrat
- Schwierigkeit: EB, als Wanderweg weiss-rot-weiss markiert
- Zeitaufwand: 1¼ Stunden
- Bemerkung: Routen zum Büelenhorn siehe im Artikel Büelenhorn (Monstein).

## Galerie

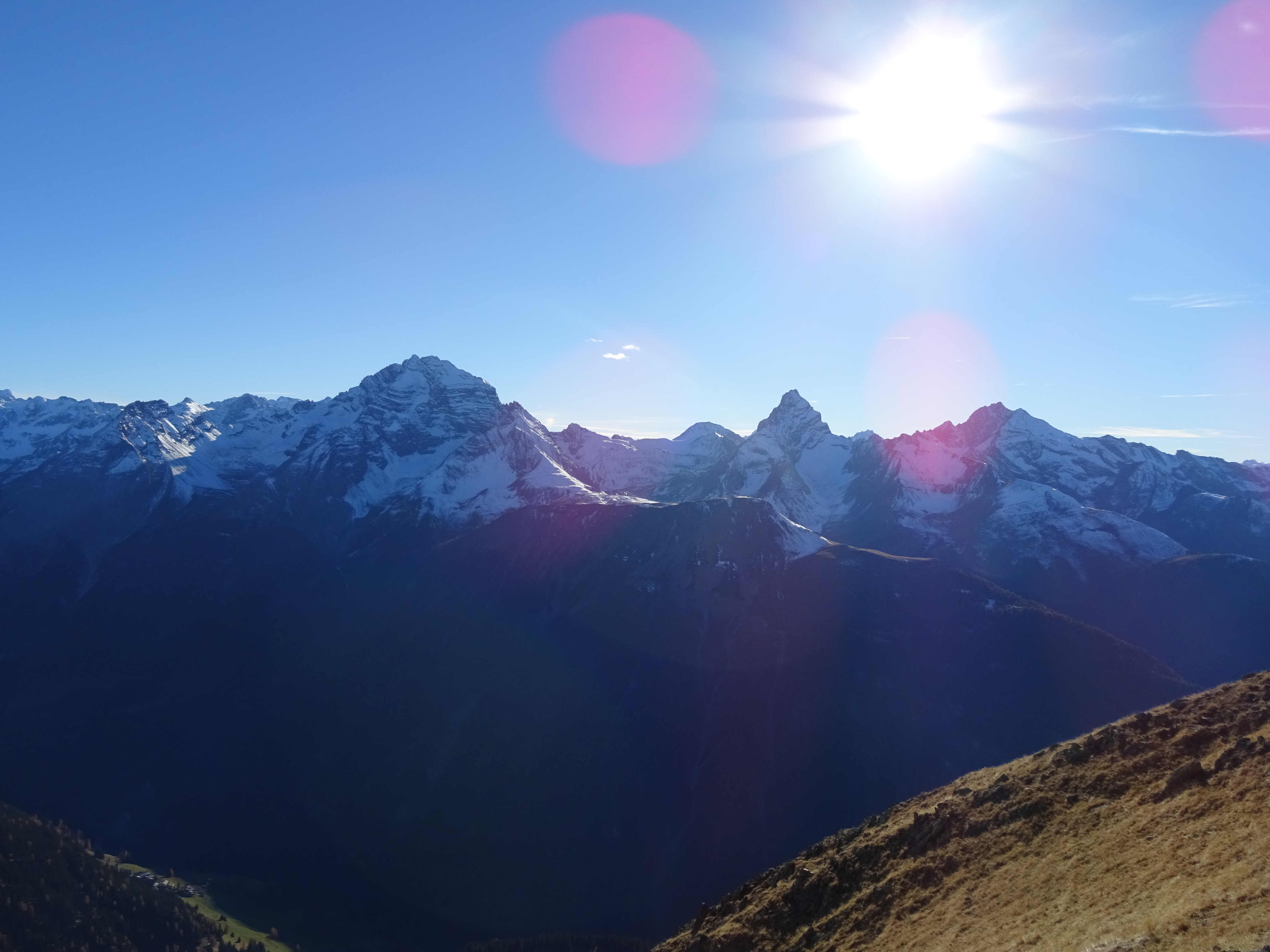
Blich nach Südwesten zu den Bergüner Stöcken mit (v. l. n. r.) Piz Ela, Tinzenhorn und Piz Mitgel.
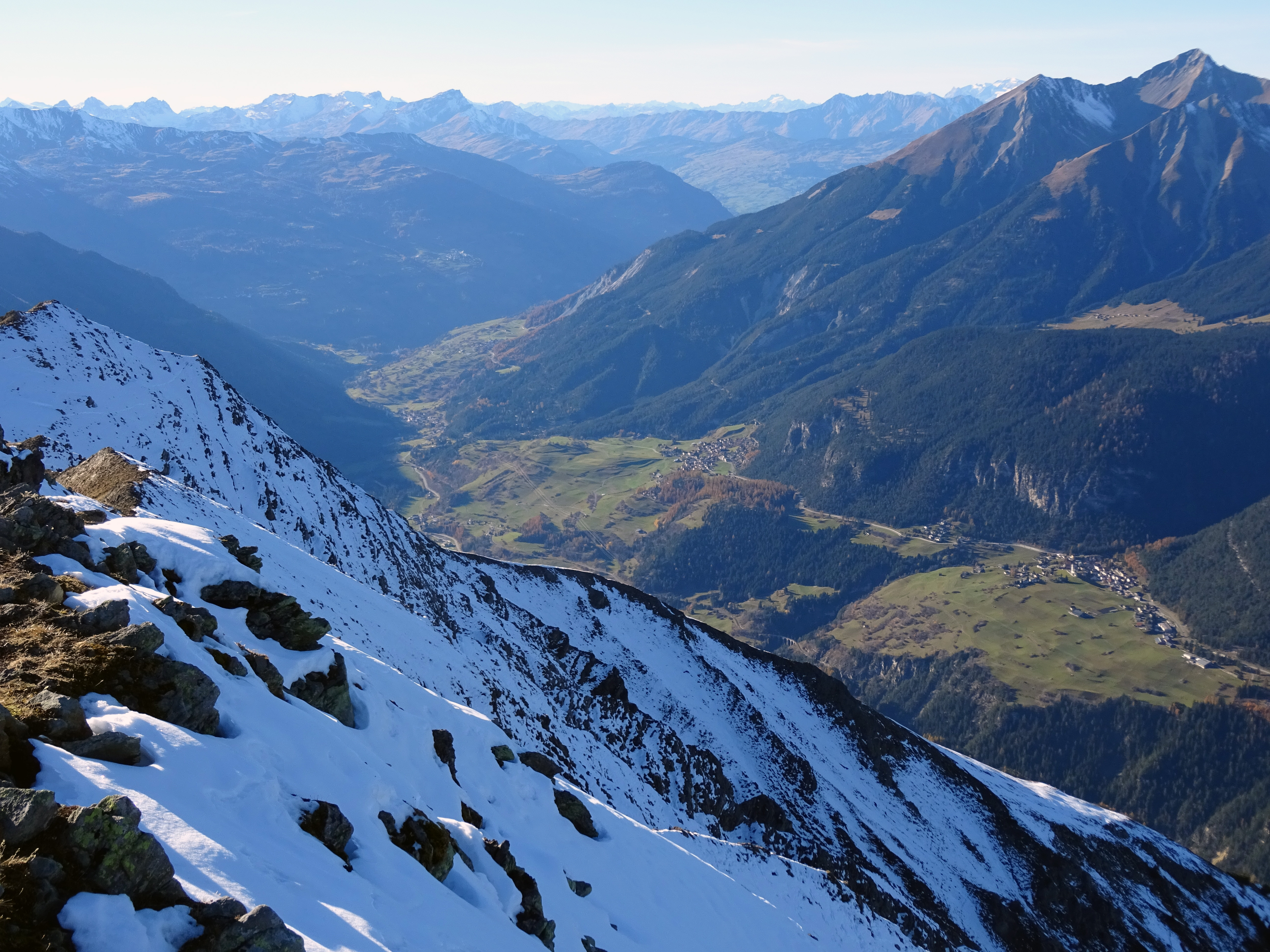
Blick ins Albulatal.
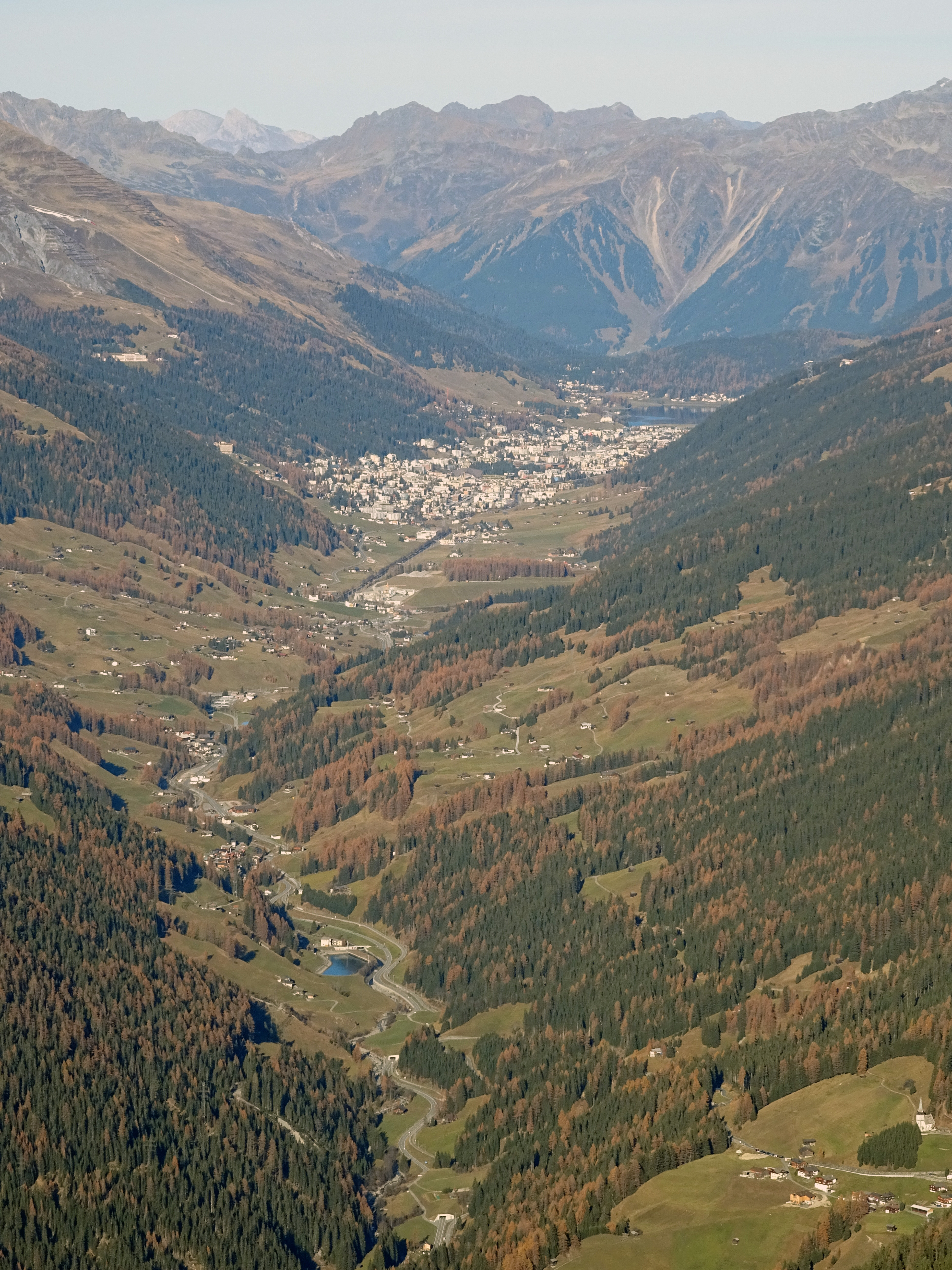
Blick nach Nordosten in die Mulde von Davos.
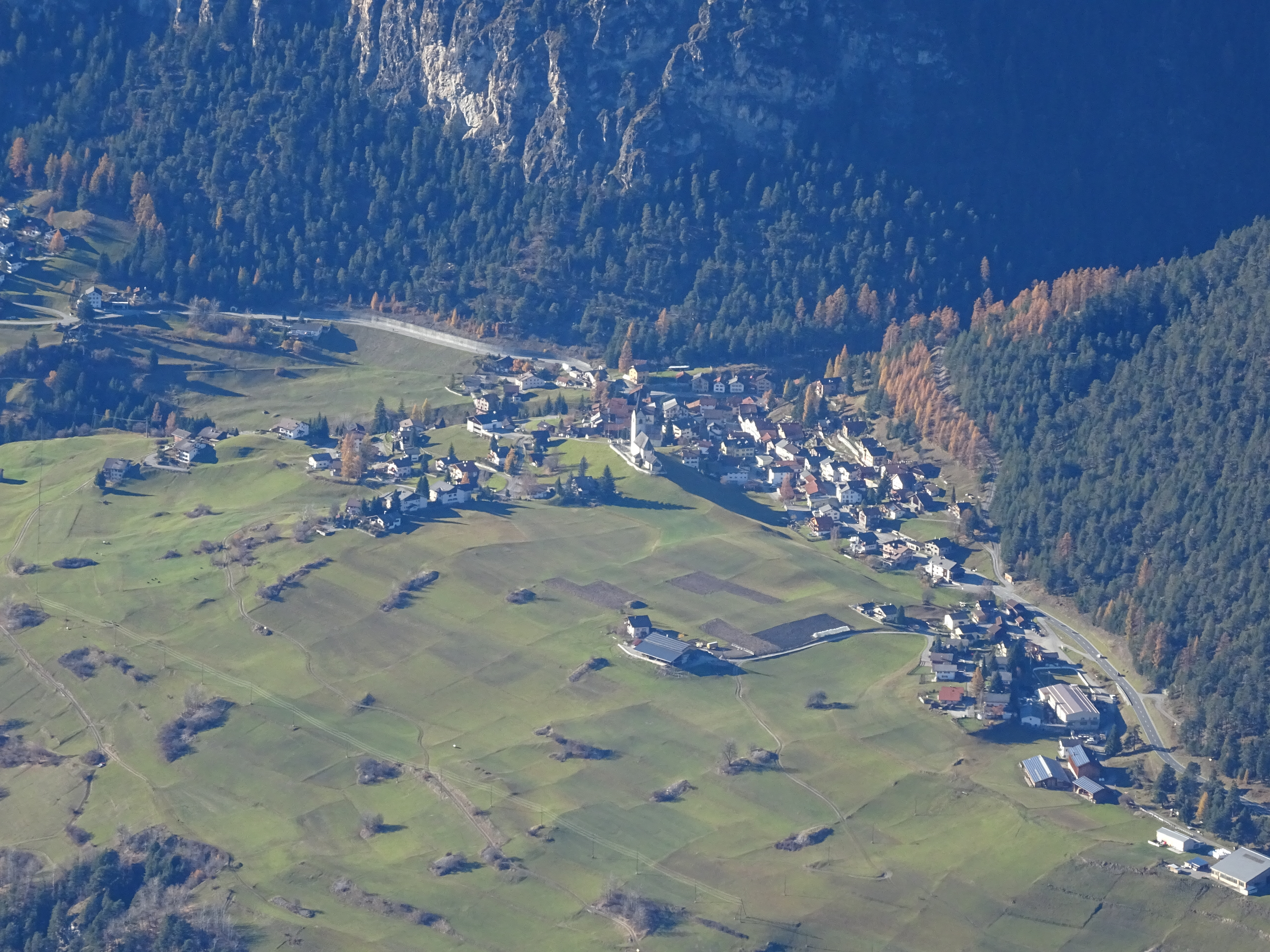
Blick nach Schmitten.
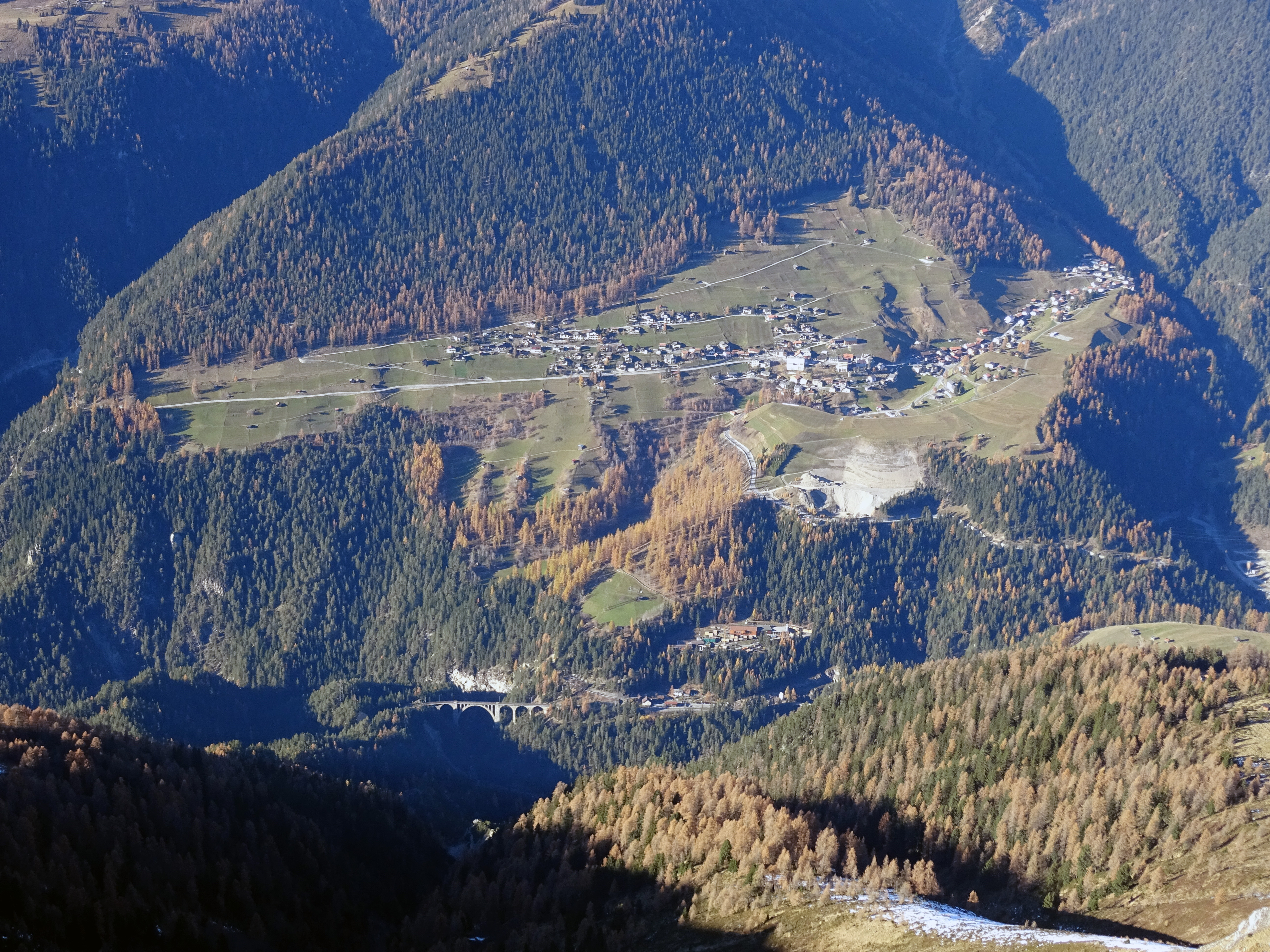
Blick nach Davos Wiesen mit dem Wiesener Viadukt.
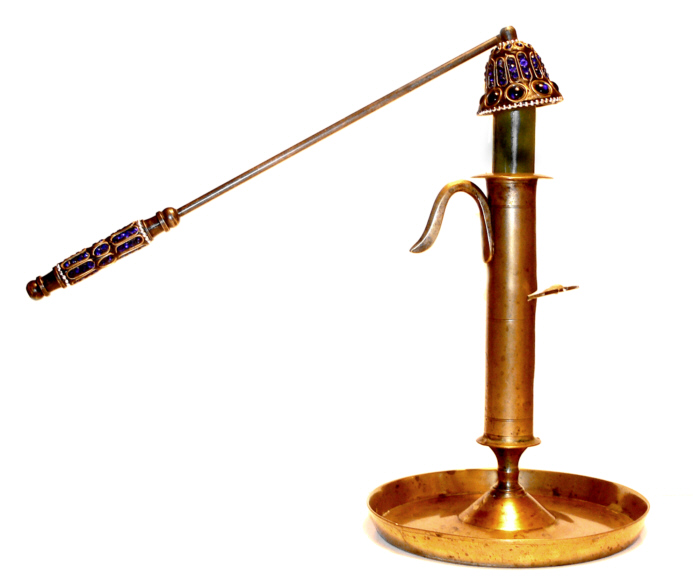
Muchetta ist der rätoromanische Name für Löschhütchen